# Georg Helm
Georg Ferdinand Helm (* 15. März 1851 in Dresden; † 13. September 1923 ebenda) war ein deutscher Mathematiker.

## Leben

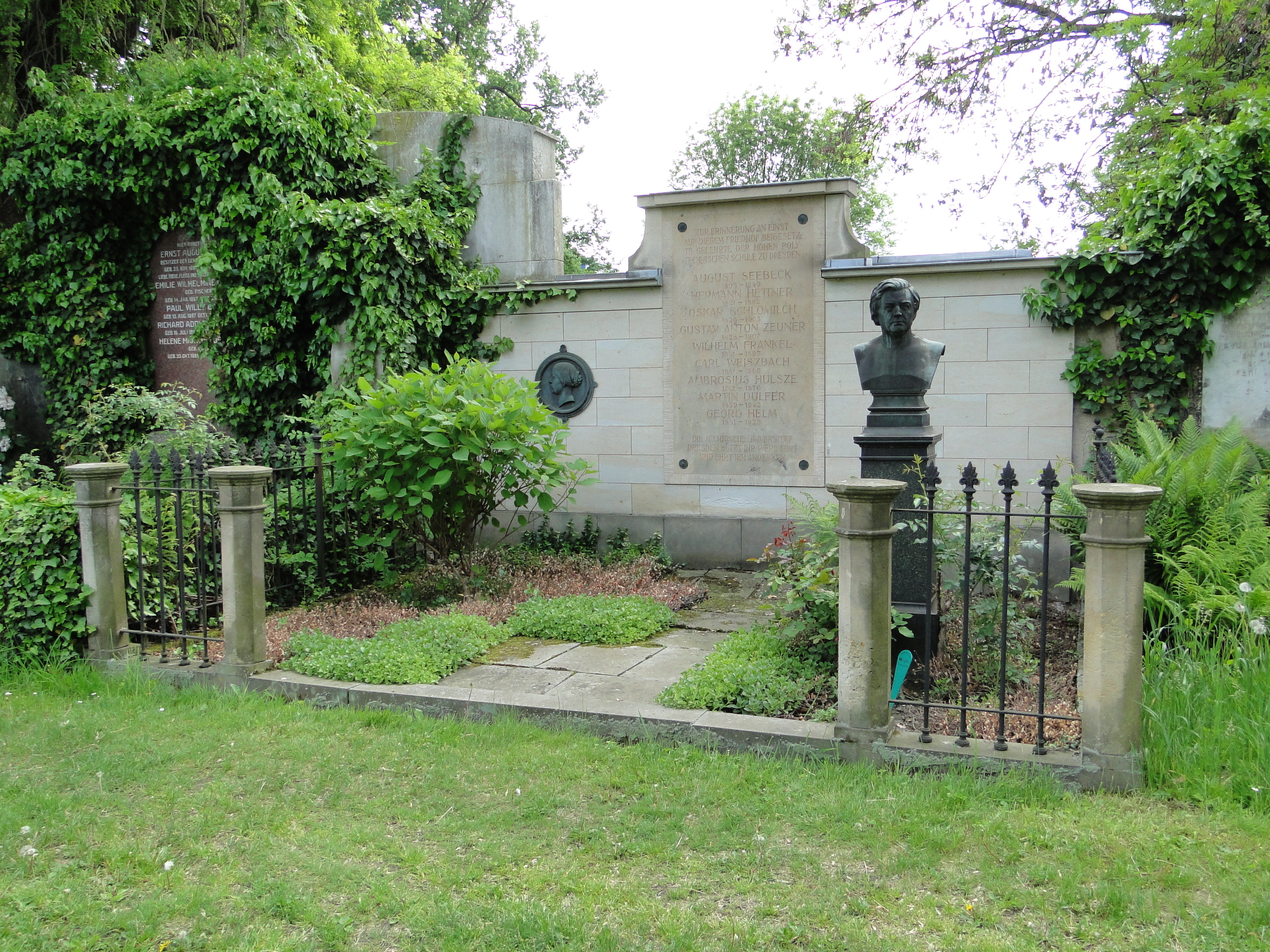
Gedenkstätte für Georg Helm auf dem Alten Annenfriedhof in Dresden.

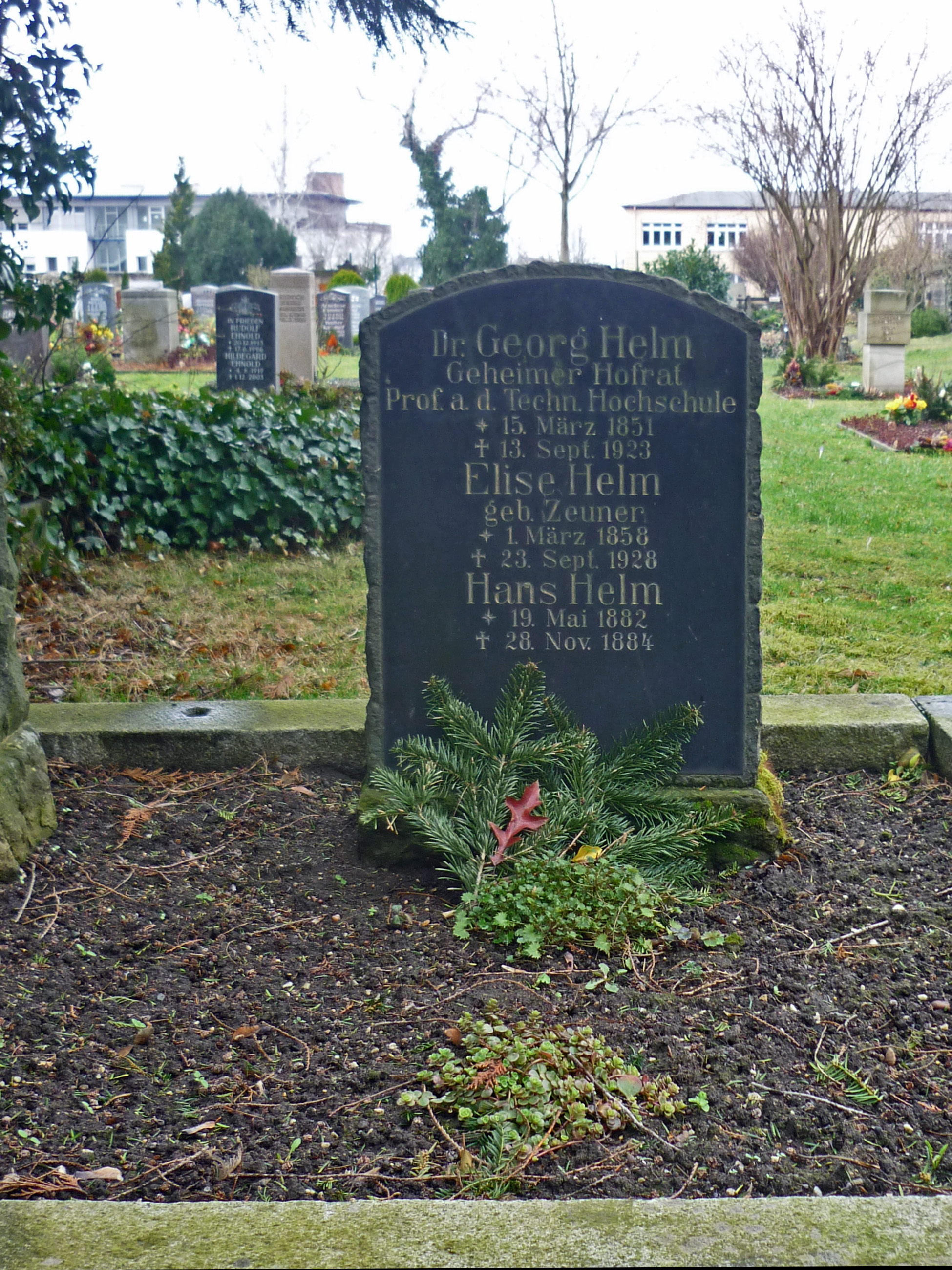
Georg Helms Grab auf dem Alten Annenfriedhof

Helm erhielt sein Reifezeugnis 1867 an der Dresdner Annenschule. Danach studierte er Mathematik und Naturwissenschaften, zunächst an der Polytechnischen Schule Dresden und von 1871 bis 1873 an den Universitäten Leipzig (bei Carl Gottfried Neumann) und Berlin.
Helm lehrte von 1888 bis 1922 Mathematik und Theoretische Physik an der Technischen Hochschule (bzw. am Polytechnikum Dresden), ab 1892 als ordentlicher Professor. Ab 1906 war er Professor für Angewandte Mathematik. Zeitweise war er Rektor der TH Dresden. Er arbeitete interdisziplinär, zu seiner Lehrtätigkeit gehörte zum Beispiel ein Versicherungsseminar. Helm prägte den Begriff der „mathematischen Chemie“.
Helm war ein Vertreter der Energetik von Wilhelm Ostwald und lieferte sich als dessen Vertreter 1895 auf der Naturforscherversammlung in Lübeck eine wissenschaftliche Auseinandersetzung mit Ludwig Boltzmann, der als entschiedener Vertreter der Atomistik ein Gegner der Ansichten von Ostwald war. Ostwald hielt ebenfalls einen Vortrag auf der Versammlung, Boltzmann konzentrierte sich aber auf seinen Schüler Helm. Er hatte diesen und Ostwald gezielt eingeladen, um eine Auseinandersetzung mit den Atomkritikern zu suchen (neben den Vertretern der Energetik war das vor allem Ernst Mach, der aber nicht anwesend war). Boltzmann blieb in dieser Auseinandersetzung „Sieger“ und der anwesende Arnold Sommerfeld verglich die vernichtende, für Helm überraschende Kritik mit einem Stierkampf, bei dem der Stier (Boltzmann) siegte.
Im Bereich der Ökonomie postulierte Georg Helm, dass Geld das ökonomische Äquivalent niedriger Entropie sei (Lehre von der Energie, 1887).
Georg Helm wurde im Familiengrab Helm/Zeuner – unter anderem ist hier der Ingenieur Gustav Zeuner bestattet – beigesetzt. Sein Grab befindet sich auf dem Alten Annenfriedhof in Dresden und wird von dem Verein zur Förderung von Studierenden der Technischen Universität Dresden e. V. betreut. Darüber hinaus wird seiner heute in der Gedenkstätte für Professoren der TU Dresden auf dem gleichen Friedhof gedacht.
Die Technische Hochschule Dresden verleiht seit 1995 einen Wissenschaftspreis in seinem Namen.

## Schriften
- Lehre von der Energie. Leipzig 1887.
- Grundzüge der mathematischen Chemie. 1894. (The principles of mathematical chemistry. New York 1897.)
- Die Energetik. Leipzig 1898.
- Die Theorien der Elektrodynamik nach ihrer geschichtlichen Entwicklung. Leipzig 1904.
- Die Grundlehren der höheren Mathematik. Leipzig 1910.
- Die technischen Hochschulen in: Philipp Zorn, Herbert von Berger (Schriftleitung): Deutschland unter Kaiser Wilhelm II. Hrsg. von Siegfried Körte, Friedrich Wilhelm von Loebell u. a. 3 Bände. R. Hobbing, Berlin 1914.